# Allegorisch schilderij van twee dames

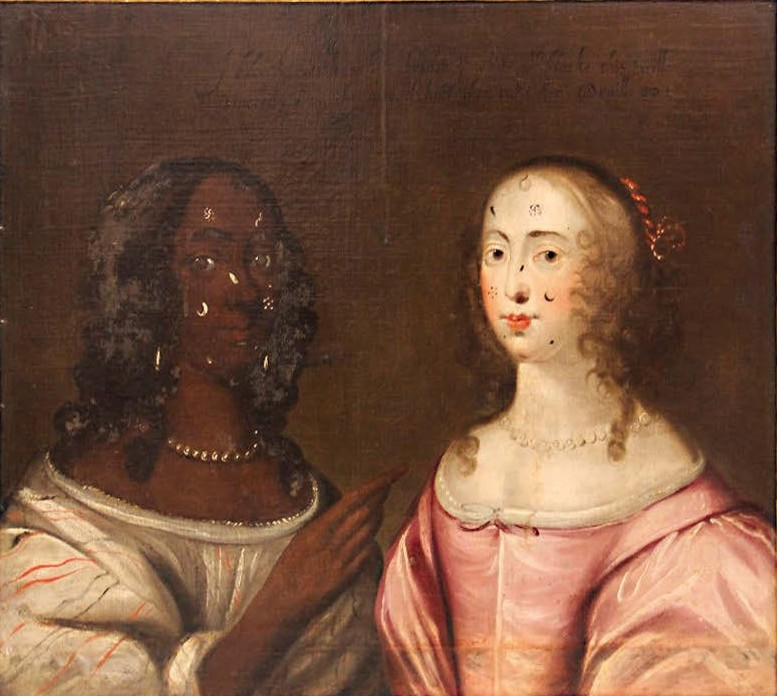
Allegorisch schilderij van twee dames

Allegorisch schilderij van twee dames is een 17e-eeuws schilderij van een onbekende kunstenaar. Voor zijn tijdsperiode wordt het schilderij als zeldzaam beschouwd omdat beide dames 'als gelijken' naast elkaar zitten.

## Beschrijving
Het schilderij toont een zwarte en een witte vrouw die als gelijken naast elkaar zitten wat erg ongebruikelijk was in die tijd. Ze dragen soortgelijke kleding, make-up, haar en sieraden en zijn bedekt met schoonheidsvlekjes, gemaakt van zijde en fluweel.
Het werk ontstond rond 1650 in Engeland en ondermijnt de toen heersende portretidealen.
Bovenaan staat te lezen:
Ik zwart met wit bevlekt, jij wit met zwart, dit kwaad komt voort uit je trotse hart... neem haar dan, Duivel
Deze tekst veroordeelt het gebruik van de destijds populaire (maar moreel verderfelijke) schoonheidsvlekjes. In 1650 werd zelfs (vergeefs) een wet bij het parlement ingediend om schoonheidsvlekken te verbieden.

## Herkomst
Het schilderij komt uit de nalatenschap van Lloyd Tyrell-Kenyon (1947–2019), 6e Baron van Kenyon . Het was minstens sinds de 19e eeuw aanwezig in zijn landhuis in Shropshire, Engeland.

## Traject van het schilderij
Op 23 juni 2021 werd het  op £ 2000-4000 geschatte schilderij verkocht voor £ 220.000 door een veilinghuis in Shropshire.
De Britse regering verbood vervolgens de export ervan in de hoop dat een nationale instelling het schilderij zou kunnen kopen. Zo kon misschien voorkomen worden dat het kunstwerk in buitenlandse handen terechtkwam.
Op 23 juni 2023 meldde The Guardian dat het schilderij door de Compton Verney Art Gallery voor £ 300.000 was "gered" voor Groot-Brittannië door toedoen van het National Heritage Memorial Fund (£ 154.600) en het Victoria and Albert Museum £50.000.